# .mc
.mc es el dominio de nivel superior geográfico (ccTLD) para Mónaco.

## Dominios de segundo nivel
Hasta el 28 de enero de 2022, era posible registrar dominios .mc de segundo nivel, concretamente bajo .avocat.mc, .dentiste.mc, .tm.mc (para marcas) y .asso.mc (asociaciones), desde esa fecha nic.mc solamente permite el registro de dominios de forma directa bajo .mc.